# كلية الهندسة (جامعة المنصورة)
كلية الهندسة هي إحدي كليات جامعة المنصورة في مصر، تأسست عام 1974 وتُعَدُّ من أولى كليات الهندسة في الدلتا.

## نشأة الكلية
تعتبر كلية الهندسة بالمنصورة من أولى كليات الهندسة في الدلتا وقد مرت بمراحل عديدة حتى وصلت إلى حالتها الكائنة بها الآن فقد أنشئ المعهد العالي الصناعي في عام 1957 لتخريج فنيين تطبيقيين مدة الدراسة أربع سنوات ثم زيدت مدة الدراسة لتصبح خمس سنوات في 1959م. في عام 1961 انقسمت الدراسة بالمعهد إلى مرحلتين وكانت مدة الدراسة بالمرحلة الأولى ثلاث سنوات ليحصل الطالب في نهايتها على دبلوم المعاهد العليا الصناعية - والمرحلة الثانية ومدتها عامان يمكن أن يلتحق بها الطالب في حالة اجتيازه المرحلة الأولى بتفوق ليمنح في نهاية الخمس سنوات بكالوريوس هندسة. في عام 1974 صدر القرار الجمهوري رقم (542) لسنة 1974 بتحويل المعهد العالي الصناعي بالمنصورة إلى كلية الهندسة حيث توافرت الإمكانيات العلمية والبشرية المؤهلة لتحويل المعهد إلى كلية هندسة ومدة الدراسة بها خمس سنوات.
في السنوات التالية لعام 1974 وحتى الآن تطورت الكلية تطورا علميا كبيرا حيث زادت رقعتها وتعددت المعامل المتطورة التي تخدم العملية التعليمية وأصبحت من الكليات الرائدة بين كليات الهندسة في مصر.

## الرؤية والرسالة[2]

### رؤيةالكلية
التميز والريادة محلياً وإقليمياً وتبوُء مكانة عالمية بتعاون أبنائها.

### رسالة الكلية
تقديم مهندسين متميزين قادرين على المنافسة محلياً وإقليمياً في النواحي العلمية والبحثية والأخلاقية وحل مشكلات المجتمع وتنمية موارده في إطار الإلتزام بالقواعد المنظمة للمجتمع.

## الأقسام

### الأقسام العامة
| م  | اسم القِسم                                                   |
| -- | ----------------------------------------------------------- |
| 1  | قسم الإنتاج والتصميم الميكانيكى.                            |
| 2  | قسم الإلكترونيات والاتصالات.                                |
| 3  | قسم الحاسبات والنظم.                                        |
| 4  | قسم الهندسة المدنية.                                        |
| 5  | قسم الهندسة المعمارية والتخطيط.                             |
| 6  | قسم القوى الميكانيكية.                                      |
| 7  | قسم الهندسة النسيجية.                                       |
| 8  | قسم الرياضيات والفيزياء الهندسية (القسم العام أو الإعدادي). |
| 9  | قسم هندسة الري والهيدروليكا.                                |
| 10 | قسم الهندسة الكهربية.                                       |

### البرامج النوعية
| م | اسم البرنامج النوعي                  |
| - | ------------------------------------ |
| 1 | قسم التشييد والبناء.                 |
| 2 | قسم الاتصالات والمعلومات.            |
| 3 | قسم الميكاترونكس .                   |
| 4 | قسم الهندسة الطبية والحيوية.         |
| 5 | قسم الهندسة الكيميائية والبيئية      |
| 6 | قسم هندسة البنية التحتية             |
| 7 | قسم هندسة الطاقة المتجددة والمستدامة |

## عمداء الكلية
| اسم العميد                  | تخصصه                                            | من                          | إلى                             |
| --------------------------- | ------------------------------------------------ | --------------------------- | ------------------------------- |
| رشاد محمد البدراوى          | أستاذ القوى الميكانيكية                          | 8 أبريل 1973                | 7 أبريل 1983                    |
| السعيد عبد الغنى عاشور      | أستاذ الإنتاج الصناعى                            | 8 أبريل 1983                | 31 يوليو 1991                   |
| محمود مصطفى عوض             | أستاذ الهندسة الحرارية                           | 10 أغسطس 1991               | 31 يوليو 1994                   |
| محمود صابر قنديل            | أستاذ هندسة تحليل النظم                          | 29 أغسطس 1994               | 31 يوليو 1998                   |
| حمدى أحمد الميقاتى          | أستاذ هندسة تكنولوجيا الحاسبات والحسابات العلمية | 6 سبتمبر 1998               | 31 يوليو 2003                   |
| إبراهيم جار العلم راشد      | أستاذ الكيمياء الهندسية                          | 14 سبتمبر 2003              | 13 سبتمبر 2006                  |
| محمد الشبراوى محمد على      | أستاذ الطرق والنقل والمرور                       | 14 سبتمبر 2006              | 13 سبتمبر 2009                  |
| عادل أحمد ضيف               | أستاذ الهندسة الإنشائية                          | 17 أكتوبر 2009              | 26 أغسطس 2011                   |
| محمود محمد المليجى          | أستاذ الهندسة الإنشائية                          | 27 سبتمبر 2011              | 3 نوفمبر 2012                   |
| زكى محمد زيدان              | أستاذ هندسة الأشغال العامة                       | 4 ديسمبر 2012               | 12 مارس 2016                    |
| محمد إبراهيم السعيد إبراهيم | أستاذ في الهندسة الكهربية                        | 21 مارس 2016                | بلوغ السن القانونية لترك الخدمة |
| محمد عبد العظيم             | أستاذ بقسم هندسة الإلكترونيات والاتصالات         | 26 مايو 2019 (لمدة 3 سنوات) | الآن 2020                       |

## مهندسون متخرجون
- الشهيد الفلسطيني المهندس إسماعيل أبو شنب.
- خيرت الشاطر.

## روابط خارجية
- الموقع الرسمي لجامعة المنصورة.